# من و سرهنگ
من و سرهنگ (انگلیسی: Me and the Colonel) فیلمی زوج هنری در ژانر جنگی، درام و کمدی به کارگردانی پیتر گلنویل است که در سال ۱۹۵۸ منتشر شد.

## بازیگران
- دنی کی
- کورد یورگنس
- نیکول موری
- فرانسواز روزی
- آکیم تامیروف
- مارتیتا هانت
- الگزندر اسکوربی
- سیلیا لوفسکی
- یوجین بوردن
- ایوان تریسولت
- ژان دل وال
- لیلیان مونته‌وکی
- پیتر گلنویل
- روبرت دالبان
- کلمان هراری